# Numerisk analys
Numerisk analys eller beräkningsvetenskap är en gren inom matematiken och datavetenskapen där lösningar fås med hjälp av numeriska beräkningar; läran om konstruktion och analys av algoritmer. Till skillnad från vanlig matematisk analys, den analytiska, utgår numeriken från analytiska uppställningar som kan delas in i stegintervall, diskretiseras, för att lösas.
Numeriken begränsas av de fel denna diskretisering medför, samt de problem som kommer från den analytiska uppställningen. En tredje felkälla är de avrundningsfel som uppstår på grund av datorernas oförmåga att representera godtyckliga reella tal. Avrundningsfelen är i många tillämpningar försumbara då man använder flyttal i dubbel precision, men den numeriska analysen tar hänsyn till situationer där så inte nödvändigtvis är fallet.

## Historik
Även om matematik alltid har använts, var den först inriktad på att lösa rent praktiska behov. Liu Hui kom exempelvis 263 på en metod att lösa linjära ekvationssystem, så kallad Gausselimination. Med Nya tiden behövdes precisa positionsbestämningar, och lösningar med differenser, interpolation, extrapolation, med mera, utarbetades. Matematiker som Henry Briggs, Isaac Newton och Leonhard Euler ägnade alla mycket tid åt numeriska beräkningar. Under den tid som följde revolutionerade flera stora matematiska namn matematiken; Joseph Louis Lagrange, Laplace, Legendre, Gauss, och så vidare.
Under 1800-talet utvecklades de numeriska beräkningarna än mer. Carl Gustav Jacobi utarbetade en metod för matrisegenvärden, som på nytt började användas igen med de första datorerna 100 år senare. J.C. Adams angav en metod för att lösa ordinära differentialekvationer, exempelvis. Under 1900-talet försökte man lösa partiella differentialekvationer genom numerisk beräkning. Lewis Fry Richardson och Richard Courant blev stora namn inom området.
Även om de flesta metoder utvecklades av personer som Newton, Euler och Gauss m.fl., brukar man tillskriva införandet av datorer som den främsta orsaken till dess spridning. De första datorerna efter andra världskriget användes för att beräkna skjuttabeller och bombers sprängverkan. Personer som var viktiga inom denna nya gren var exempelvis John von Neumann och James Hardy Wilkinson.

### Numerisk analys i Sverige
I Sverige gjordes stora insatser för att etablera numerisk analys som en akademisk disciplin under 1950- och 1960-talet av Carl-Erik Fröberg och Germund Dahlquist. Våren år 1956 deltog två studenter i den första kursen i numerisk analys vid Lunds Universitet, och detta var sannolikt den första kursen i numerisk analys i Sverige. Den enda som tenterade kursen var Kai Holmgren som sannolikt även var den första som avlade kandidatexamen i numerisk analys den 6 juni 1957. Tidskriften BIT Numerical Mathematics startades av Fröberg år 1961. KTH/NADA etablerades av Dahlquist år 1963.

## Metoder

### Ekvationer
Ekvationer på formen {\displaystyle f(x)=0} brukar lösas med någon av följande metoder:
- Intervallhalvering
- Fixpunktsiteration
- Newton-Raphsons metod
- Sekantmetoden
- Bisektionsmetoden

### Integraler
Bestämda integraler på formen {\displaystyle \textstyle \int _{a}^{b}f(x)\mathrm {d} x} kan approximeras genom numerisk integration, även kallad numerisk kvadratur. Två exempel på metoder för detta är:
- Trapetsregeln
- Simpsons metod

### Ordinära differentialekvationer
Ordinära differentialekvationer brukar lösas med följande metoder.
- Eulers metod
- Taylorseriemetoder
- Heuns metod
- Mittpunktsmetoden
- Runge–Kuttametoden
- Extrapoleringsmetoden
- Flervärdesmetoden
- Trapetsmetoden

### Partiella differentialekvationer
Lösning av partiella differentialekvationer är ett stort område inom numerisk analys. Två lösningsmetoder är:
- Finita differensmetoden
- Finita elementmetoden

## Felanalys
- Fel
- Datafel
- Beräkningsfel
- Relativfel
- Lokala fel
- Globala fel
- Trunkeringsfel
- Avrundningsfel
- Noggrannhet
- Stabilitet (skeppsteknik)
- Stabilitet (flygmekanik)
- Tillämpad matematik
- Konditionering
- Kancellation
- Absolutgräns
- Relativgräns
- Felfortplantning